# Mireille Calle-Gruber
Mireille Calle-Gruber es una escritora francesa, y profesora de la Universidad Sorbona Nueva - París 3. Es miembro de la Sociedad Real de Canadá.

## Biografía
Mireille Calle-Gruber inició su carrera como enseñante. Estuvo además trabajando en Asuntos extranjeros, para Francia; en particular, participó en misiones culturales en Checoslovaquia, Egipto, Italia, Alemania y Canadá. 
En 1985 apareció Arabesque, su primera novela, pero ya había publicado su ensayo inicial, Nel labirinto del Nouveau Roman. Michel Butor, Alain Robbe-Grillet, Claude Simon, en lengua italiana. En 1989, entregó L’Effet-fiction, que partía de su tesis doctoral. 
Destacan sus novelas La Division de l’intérieur (1996), Midis. Scènes au bord de l’oubli (2000), Tombeau d’Akhnaton (2006), y Consolation (2010): luego ha publicado más de quince ensayos y once libros en coedición.
Por otro lado, Calle-Gruber, partiendo de la novela, ha estudiado problemas de estética destacando el entrecruce fructífero de disciplinas dispares. En concreto lo ha hecho con los siguientes autores: Michel Butor, Hélène Cixous, Assia Djebar, Marguerite Duras, Claude Ollier, Pascal Quignard, Claude Simon. Hizo una tesis, en 1987, sobre el mundo de ficción relacionado en parte con el mundo magrebí, de ahí el peso de algunos de los autores citados. 
Ha trabajado para el cine con Nelly Kaplan o Jacques Rivette.
Dirigió las Obras completas de Michel Butor para La Différence; y publicó una biografía de Claude Simon, en 2011: Une vie à écrire.

## Obra

### Creación
- Arabesques, Actes Sud, 1985
- La División de l'intérieur, L'Hexagone, Quebec, 1996
- Midis. Scènes aux bords de l'oubli, Trois, Quebec, 2000
- Tombeau d'Akhnaton, La Différence, 2006
- Consolation, La Différence, 2010.

### Ensayos
- Itinerari di scritura, Bulzoni, Italie, 1982
- L'Effet-fiction. De l'illusion romanesque, Nizet, 1989
- Les Métamorphoses-Butor. Entretiens, Griffon d'Argile/Québec, Presses Universitaires de Grenoble, 1991)
- Photos de racines (éditions des femmes, 1994, con Hélène Cixous
- La Ville dans L'emploi du temps de Michel Butor, Nizet, 1995, prefacio de Michel Butor.
- Les Partitions de Claude Ollier, L'Harmattan, 1996.
- Histoire de la littérature française au XXe siècle ou Les Repentirs de la littérature. Honoré Champion, 2000
- Assia Djebar, la résistance de l'écriture, Maisonneuve & Larose, 2001
- Du Café à l’Éternité. Hélène Cixous à l’œuvre, Galilée, 2002
- Le Grand Temps. Essai sur Claude Simon, Presses Universitaires du Septentrion, 2004
- Hélène Cixous, ADPF, La Documentation française, 2005
- Assia Djebar, ADPF, La Documentation française, 2006
- «Le Récit de la description ou De la nécessaire présence des demoiselles allemandes tenant chacune un oiseau dans les mains», en Claude Simon, Œuvres, Gallimard, La Pléiade, 2006, pp. 1527-1549.
- Les Triptyques de Claude Simon ou l'art du montage, Presses Sorbonne nouvelle, 2008.
- Jacques Derrida, la distance généreuse, La Différence, 2009.
- Claude Simon, L'inlassable réancrage du vécu, Paris, La Différence, 2010.
- Claude Simon. Une vie à écrire, Le Seuil, 2011
- Marguerite Duras, la noblesse de la banalité, Éditions de l'Incidence, 2014.

## Dirección de obras colectivas
- Il mestiere di scrivere (Bastogi Editore, Italie, 1983), con L. Cenerini.
- Lectures de Victor Hugo (Nizet, 1986), con Arnold Rothe.
- Autobiographie et Biographie (Nizet, 1989), con Arnold Rothe.
- «Narrer. L'Art et la manière», RSH n.º 221 (Presses Universitaires de Lille III, 1991)
- La Création selon Michel Butor. Colloque de Queen's University (Nizet, 1991)
- Du féminin (Griffon d'Argile/Québec, Presses Universitaires de Grenoble, 1992)
- «Écrit/Écran», Cinémas vol. 4 n.º 1 (Presses Universitaires de Montréal, 1993) avec Jean-Jacques Hamm.
- Mises en scène d'écrivains. Assia Djébar, Nicole Brossard, Madeleine Gagnon, France Théoret (Griffon d'Argile/Québec, Presses Universitaires de Grenoble, 1993)
- Claude Simon. Chemins de la mémoire (Griffon d'Argile/Québec, Presses Universitaires de Grenoble, 1993)
- Renouveau de la parole identitaire (Presses Universitaires de Montpellier, 1994)
- Les Sites de l'écriture (Nizet, 1995)
- Scènes de genres. Ou faire parler, faire entendre la différence sexuelle (Le Griffon d'Argile, Quebec, 1996)
- Butor et l'Amérique (L'Harmattan, 1998)
- Hélène Cixous, croisées d'une œuvre (Galilée, 2000)
- Paratextes. Études aux bords du texte (L'Harmattan, 2000), con Elisabeth Zawisza
- Obstétrique de la littérature. Poétiques des différences sexuelles, Rue Descartes no 32 (Collège International de Philosophie/PUF, 2001)
- Au Théâtre, au Cinéma, au Féminin (L'Harmattan, 2001) con Hélène Cixous
- «Algérie à plus d'une langue», Études Littéraires vol. 33, n.º 3 (Presses de l'Université Laval, Quebec, 2001)
- Simone Weil, la passion de la raison (L'Harmattan, 2003) con Eberhard Gruber.
- Assia Djebar. Nomade entre les murs... (Académie Royale de Belgique/Maisonneuve & Larose, 2005)
- «Les récits des différences sexuelles», Marguerite Duras n.º 1 (La Revue des Lettres Modernes, Minard, 2005), con Bernard Alazet.
- Genèses Généalogies Genres. Autour de l’œuvre d'Hélène Cixous (Galilée, 2006), con Marie-Odile Germain.
- Assia Djebar, Littérature et transmission, con Wolfgang Asholt y Dominique Combe, Presses Sorbonne nouvelle, 2010
- Œuvres complètes de Michel Butor, La Différence, 12 vols., 2006-2010.
- Pascal Quignard, la littérature démembrée par les muses, con Gilles Declercq y Stella Spriet, Presses Sorbonne nouvelle, 2011.
- Reprises et transmissions: autour du travail de Daniel Mesguich, con Gilles Declercq y Stella Spriet, Presses Sorbonne nouvelle, 2012.
- Le Dictionnaire universel des créatrices, Éditions des femmes, 2013. Dirigido por ella junto con Antoinette Fouque y Béatrice Didier.
- Fictions des genres, Éditions universitaires de Dijon, 2013, con Sarah Anaïs Crevier-Coulet y Anaïs Frantz.
- La conférence de Heidelberg (1988) - Heidegger: portée philosophique et politique de sa pensée, con Jacques Derrida, Hans-Georg Gadamer, Philippe Lacoue-Labarthe, textos reunidos y anotados por ella. Nota de Jean-Luc Nancy, Lignes-Imec, 2014.
- Migrations maghrébines comparées: genre, ethnicité, religions, con Yolande Cohen y Elodie Vignon.
- Claude Simon. Les Vies de l'archive, Éditions universitaires de Dijon, 2014, Riveneuve Éditions, 2014; con Melina Balcazar, Sarah Anaïs Crevier-Coulet y Anaïs Frantz,
- Claude Simon, la mémoire du roman. Lettres de son passé (1914-1916), Les Impressions Nouvelles, 2014, con François Buffet. Michel Butor (prefacio).
- Pascal Quignard, Translations et métamorphoses, Hermann, 2015, con Jonathan Degenève e Irène Fenoglio.